# Timarcha catalaunensis
Timarcha catalaunensis  (лат.)  — вид жуков из подсемейства хризомелин семейства листоедов.

## Распространение
Населяет территорию южной Испании.

## Подвиды
- Timarcha catalaunensis belchitensis Bechyné, 1948
- Timarcha catalaunensis catalaunensis Fairmaire, 1873